# توجيهات الجهد المنخفض
توجيهات الجهد المنخفض هي واحدة من أقدم التوجيهات التي إعتمدها الاتحاد الأوروبي. وتهدف هذة التوجيهات إلي ضمان السلامة للإنسان وللمعدات، بحيث أن المعدات الكهربائية التي تم الموافقة عليها في دولة في الاتحاد الأوروبي تكون قابلة للاستخدام في جميع بلدان الاتحاد الأوروبي الأخرى. ولا تقدم هذة التوجيهات أي معايير فنية يجب استيفاؤها، ولكنها تعتمد على المعايير الفنية التي وضعتها IEC لتوجية المصممين لإنتاج منتجات آمنة. يتم وضع علامة على المنتجات التي تتوافق مع المبادئ العامة للتعامل مع الجهد المنخفض ومعايير السلامة الخاصة، ذات الصلة مع CE، وهذة العلامات تشير إلى الامتثال والقبول في جميع أنحاء الاتحاد الأوروبي. هناك نسخة جديدة من التوجيهات تم نشرها يوم 26 فبراير 2014 من قبل الاتحاد الأوروبي.

## التطبيق
التوجيه يشمل المعدات الكهربائية ذات جهد الدخل أو جهد خرج بين 50 و 1000 فولت للتيار المتردد (AC) 
أو بين 75 و 1500 فولت للتيار المستمر (DC) . 
ومن أمثلة الأجهزة التي يتم عمل توجيهات لها والمدرجة في المرفق الثالث من الدليل : 
- الأجهزة الطبية
- عدادات الكهرباء
- المعدات البحرية
- المقابس الكهربية

## التنفيذ فيالمملكة المتحدة
في المملكة المتحدة تم تنفيذ هذه التوجيهات من لوائح 1994 . (3)

## وصلات خارجية
- Low Voltage Directive Summary - conformance.co.uk
- 5 Ways to fail Low Voltage Directive LVD testing
- Essential links for CE Marking in the UK